# Consejero de Seguridad Nacional (Estados Unidos)
El consejero de Seguridad Nacional es el director del Consejo de Seguridad Nacional de Estados Unidos y el consejero especial del Presidente de los Estados Unidos sobre los temas de seguridad nacional.
El asesor de Seguridad Nacional participa en las reuniones del Consejo de Seguridad Nacional (NSC) y suele presidir las reuniones del Comité de Directores del NSC con el secretario de Estado y el secretario de Defensa (aquellas reuniones a las que no asiste el presidente). 
El asesor de Seguridad Nacional cuenta con el apoyo del personal del NSC que produce investigaciones clasificadas y resúmenes para que el Asesor de Seguridad Nacional los revise y los presente, ya sea al Consejo de Seguridad Nacional o directamente al Presidente.

## Lista de consejeros de Seguridad Nacional
| Nombre                | Mandato   | Presidente                      |
| --------------------- | --------- | ------------------------------- |
| Robert Cutler         | 1953–1955 | Dwight D. Eisenhower            |
| Dillon Anderson       | 1955–1956 | Dwight D. Eisenhower            |
| William Jackson       | 1956      | Dwight D. Eisenhower            |
| Robert Cutler         | 1957–1958 | Dwight D. Eisenhower            |
| Gordon Gray           | 1958–1961 | Dwight D. Eisenhower            |
| McGeorge Bundy        | 1961–1966 | John F. Kennedy, Lyndon Johnson |
| Walt Rostow           | 1966–1969 | Lyndon Johnson                  |
| Henry Kissinger       | 1969–1975 | Richard Nixon, Gerald Ford      |
| Brent Scowcroft       | 1975–1977 | Gerald Ford                     |
| Zbigniew Brzezinski   | 1977–1981 | Jimmy Carter                    |
| Richard V. Allen      | 1981–1982 | Ronald Reagan                   |
| William P. Clark, Jr. | 1982–1983 | Ronald Reagan                   |
| Robert McFarlane      | 1983–1985 | Ronald Reagan                   |
| John Poindexter       | 1985–1986 | Ronald Reagan                   |
| Frank Carlucci        | 1986–1987 | Ronald Reagan                   |
| Colin Powell          | 1987–1989 | Ronald Reagan                   |
| Brent Scowcroft       | 1989–1993 | George H. W. Bush               |
| Anthony Lake          | 1993–1997 | Bill Clinton                    |
| Sandy Berger          | 1997–2001 | Bill Clinton                    |
| Condoleezza Rice      | 2001–2005 | George W. Bush                  |
| Stephen Hadley        | 2005–2009 | George W. Bush                  |
| James L. Jones        | 2009-2010 | Barack Obama                    |
| Tom Donilon           | 2010-2013 | Barack Obama                    |
| Susan Rice            | 2013-2017 | Barack Obama                    |
| Michael T. Flynn      | 2017      | Donald Trump                    |
| H. R. McMaster        | 2017-2018 | Donald Trump                    |
| John Bolton           | 2018-2019 | Donald Trump                    |
| Robert C. O'Brien     | 2019-2021 | Donald Trump                    |
| Jake Sullivan         | 2021-2025 | Joe Biden                       |